# Cymbidium eburneum
Cymbidium eburneum је врста орхидеја из рода Cymbidium и породице Orchidaceae. Пронађена је у Асаму, Индија, источним Хималајима, Непалу, Мјанмару јужној Кини и Вијетнаму у шумама високо на дрвећу и стенама, на надморској висини од око 300 до 2000  м. Нису наведене подврсте у бази Catalogue of Life.